# Fon Gabi
Fon Gabi, Fon Gabriella (Budapest, 1960. április 17. –) színésznő, rádiós műsorvezető, szerkesztő.

## Életútja
1978-ban érettségizett a budapesti Berzsenyi Dániel Gimnáziumban. 1979 és 1983 között a Magyar Színház- és Filmművészeti Főiskolán tanult Marton László osztályában, majd a kecskeméti Katona József Színházban játszott. Ezután 1984-től a Népszínházban, 1985-től a nyíregyházi Móricz Zsigmond Színházban lépett fel, 1988-tól pedig szabadúszó. A Klubrádiónál és a FugaRádiónál műsorvezető.

## Fontosabb színházi szerepei
- Rosalinda (William Shakespeare: Ahogy tetszik)
- Blanche (Tennessee Williams: A vágy villamosa)
- Fanchette (Pierre-Augustin Caron de Beaumarchais: Figaro házassága)
- Jacqueline (Marc Camoletti: Boldog születésnapot)
- Aki járja a világot és mesét mond (Pancso Pancsev: A négy süveg)
- Évi (Móricz Zsigmond: Lúdas Matyi)
- A táncosnő (Aristide-Christian Charpentier: Varázshegedű)
- Boriska (Tóth Ede: A falu rossza)
- Beatrice (Carlo Goldoni: A hazug)
- szereplő (Hernádi Gyula – Jancsó Miklós – Gyurkó László: Jöjj Délre, cimborám!)

## Filmszerepei
- Drága örökösök – A visszatérés (2024)
- A játszma (2022) – Egyetemi irodista
- Drága örökösök (2020)
- A tanár (2020, tévésorozat)
- Mintaapák (2020, tévésorozat)
- Fehér éjszakák (Midsommar) (2019) – Dani anyja
- Emerald City (sorozat)  The Villain That's Become című rész (2017)
- Maigret és a kicsi Albert (2016) – Adele
- Aranyélet (2016)
- Kenau (2014) – Leida
- Marslakók (2012)
- A katedrális (2010)
- Pánik (2008) – Klinikai beteg
- Az igazi halál (2007)
- Au pair (1999) – Joy
- Időgéppel a lovagkorba (1998)
- Szívlövés (1998)
- A Notre Dame-i toronyőr (1997) – Anna királynő
- Royce - Titkosügynök a pácban (1994)
- Útlevél a halálba (1993)
- Valami más (1993)
- Royce (1993) pincérnő
- Murderers Among Us: The Simon Wiesenthal Story (1989)
- A nap lovagja (1987)
- A Palika (magyar tévéjáték, 1987) – Lidi
- Fekete kolostor (1986)
- Szerelem száz háton (1984)
- A gyilkosok köztünk vannak (amerikai-magyar koprodukció)
- Popcorn und Paprika (NSZK-magyar koprodukció)